# Eucalyptus baxteri
Eucalyptus baxteri, la corteza parda fibrosa, es un eucalipto nativo del sureste de Australia, crece desde el sur de Nueva Gales del Sur a través de Victoria y en la Península de Fleurieu e Isla Canguro al este de Australia meridional. 

## Descripción
Es un árbol de talla mediana que puede alcanzar 40 m de altura. La corteza rugosa fibrosa es de color café-grisáceo. Las anchas hojas juveniles miden 13 cm por 8 cm, mientras las hojas adultas son lanceoladas, falcadas y miden 13 cm por 3 cm. La floración ocurre desde diciembre a abril y las flores blancas profusas miden hasta 2 cm de diámetro.

## Taxonomía
Eucalyptus baxteri fue descrita por (Benth.) Maiden & Blakely y publicado en Flora of South Australia 3: 415. 1926.
Etimología
Eucalyptus: nombre genérico que proviene del griego antiguo: eû = "bien, justamente" y kalyptós = "cubierto, que recubre". En Eucalyptus L'Hér., los pétalos, soldados entre sí y a veces también con los sépalos, forman parte del opérculo, perfectamente ajustado al hipanto, que se desprende a la hora de la floración.
baxteri: epíteto
Sinonimia
- Eucalyptus santalifolia var. baxteri Benth., Fl. Austral. 3: 207 (1867).
- Eucalyptus capitellata var. latifolia Benth., Fl. Austral. 3: 206 (1867).
- Eucalyptus baxteri var. pedicellata J.M.Black, Fl. S. Austral. 3: 416 (1926).[3]